# Socialist International Women
Socialist International Women (SIW, Sozialistische Internationale der Frauen) ist eine internationale Organisation und eine Teilorganisation der Sozialistischen Internationale und hat derzeit 148 Mitgliedsparteien. Sie will das Verhältnis der Staaten untereinander stärken sowie Aktionsprogramme zur Überwindung von Diskriminierungen in der Gesellschaft starten. Es handelt sich um eine Nichtregierungsorganisation, die einen konsultativen Status beim UN-Wirtschafts- und Sozialrat (ECOSOC) und beim Europarat besitzt.

## Geschichte

### Erste Konferenz
Am 17. August 1907 fand die erste Konferenz der Internationalen Sozialistischen Frauenbewegung in Stuttgart statt. 58 Delegierte aus 15 unterschiedlichen Ländern, darunter europäische Länder, Japan und Indien, nahmen an der Konferenz teil. Es wurde beschlossen, ein Internationales Frauensekretariat in Deutschland einzurichten. Clara Zetkin, eine sozialistisch-kommunistische deutsche Politikerin, wurde als Vorsitzende gewählt. Eines der zentralen Ziele war die Erlangung des Frauenwahlrechts, das damals nur in Finnland bestand. Ein paar Jahre später folgten Norwegen, Australien und Neuseeland.

### Zweite Konferenz
Die zweite internationale Konferenz der Bewegung fand im August 1910 in Kopenhagen statt. Dort wurde ein Tag als Internationaler Frauentag festgehalten, der sich alljährlich wiederholen sollte. Dieser sollte dazu dienen, die Durchsetzung des Frauenwahlrechts zu erreichen. Allgemein stand die Emanzipation der Frau im Vordergrund. Die Schaffung von Frieden war ein weiteres besprochenes Ziel.

Hier ein kleiner Ausschnitt aus der Rede zum Thema „Frauenwahlrecht“, mit dem Titel: „Für unser Recht“, gehalten von Clara Zetkin: 
„Wir verlangen, daß das Wahlrecht auf die Frauen ausgedehnt wird. „Das ist ja ungeheuerlich, das ist verrückt“ hat man mir gesagt.…(...) Die Forderung des Frauenstimmrechts wird nicht mehr von der Tagesordnung verschwinden: sie wird immer wieder auftreten, immer weitere Kreise erfassen und wird schließlich auch in Deutschland zur Durchführung kommen.… Wir fordern das Frauenstimmrecht im Namen der Rechtsgleichheit der Geschlechter. Wir erkennen kein Recht an für das männliche Geschlecht, irgendwie und irgendwo berufen zu sein, die Frauen zu bevormunden.…“

### Dritte Konferenz
Das dritte Mal fand die Konferenz außerordentlich statt, und zwar im Jahre 1912 in Basel. Da zu dieser Zeit der Balkankrieg wütete, wollte man diesen mit der Konferenz beenden. Clara Zetkin hielt erneut eine Rede, wobei sie sich auf die Interessen des Proletariats sowie der Frauen fokussierte:
„Genossinnen! Sorgt in fester Ideen- und Kampfgemeinschaft mit der Sozialist-Internationale dafür, dass es niemals an dem Verständnis und der Opferfreudigkeit der arbeitenden Frauenmassen fehlt, wenn das kämpfende Proletariat seine breite Brust der Kriegsketze entgegenstemmt. Unser Kampf gegen den Krieg gilt unserem Todesfeind: dem Kapitalismus, der Friede soll uns Wegbereiter des Sozialismus sein!“
Der Krieg wurde somit in Verbindung mit der Ausnutzung der Arbeiterklasse gesetzt, und der Kampf gegen den Krieg hat die Bekämpfung des Kapitalismus zur Folge. Als die dritte planmäßige Tagung stattfinden sollte, ist der Erste Weltkrieg bereits ausgebrochen, der von den Mitgliedern so befürchtet wurde. Es gelang ihnen allerdings, sich im März 1915 zusammenzusetzen und ein Kriegsende zu fordern.

### Neustrukturierung
Nach dem Ende des Ersten Weltkrieges wurde die Sozialistische Fraueninternationale neu organisiert. Edith Kemmis wurde zur Vorsitzenden des Internationalen Frauensekretariats in Zürich. Sie wurde von Friedrich Adlers, Sekretär der Sozialistischen Arbeiterinternationale, unterstützt. Martha Tausk, Mitglied der sozialdemokratischen Partei in der Steiermark in Österreich, übernahm von 1928 bis 1934 die Leitung.  Aufgrund der Verfolgung von Sozialisten in Österreich zog die gesamte Arbeiterinternationale im darauffolgenden Jahr nach Brüssel. Bis 1940, sprich dem Ausbruch des Zweiten Weltkrieges leitete Alice Pels das Frauensekretariat. Themen wie „Frauen und Mobilisation“, „Frauen und Faschismus“ und „die Finanzkrise“ wurden besprochen.

### Nachkriegszeit
Wegen des Zweiten Weltkriegs waren die Treffen erneut unmöglich. Es kam dennoch zu einer Versammlung, welche von Mary Sutherland und englischen Labour-Abgeordneten im März 1941 anlässlich des Frauentags organisiert wurde. Exilpolitikerinnen, die unter einer faschistischen Regierung standen, hielten zahlreiche Reden.
Im Jahr 1955 kam es zu einer Neugründung des Rates, welcher als „Internationaler Sozialdemokratischer Frauenrat (International Council of Social Democratic Women, ICSDW)“ betitelt wurde. Im Jahre 1978 verlagerte sich der Sitz nach London. Die Organisation nannte sich von nun an: „Sozialistische Frauen-Internationale (Socialist International Women, SIW)“.

## Struktur
Die Gesellschaft besteht aus einem Kongress, Exekutivkomitee und Sekretariat.
Das oberste Organ ist der Kongress. Mit einer Zwei-Drittel-Mehrheit der Mitglieder bestimmt er das Programm und die Statuten der SIW. Der Kongress wird alle drei Jahre abgehalten. Das Programm wird vom Büro ausgearbeitet. Der Kongress setzt sich aus allen Mitgliederorganisationen zusammen. Eine Delegation umfasst maximal drei Teilnehmer der Mitgliedsorganisationen, die jeweils eine gültige Stimme hat. Der Kongress wählt die Mitglieder des Exekutivkomitees. Der letzte Kongress hat im August 2012 in Kapstadt stattgefunden.
Das Sekretariat setzt sich ebenfalls aus allen Mitgliedern zusammen sowie einer Repräsentantin der Sozialistischen Internationale, einer der Internationalen Union der Sozialistischen Jugend und der Internationalen Bewegung der Roten Falken. Es befindet sich in London. Die Aufgabe des Sekretariats ist es, den Arbeitsplan des Kongresses vorzubereiten, die Resolutionen  des Kongresses umzusetzen sowie Konferenzen vorzubereiten. Die Treffen finden mindestens zweimal im Jahr statt.
Das Exekutivkomitee setzt sich aus der Präsidentin, elf Vizepräsidentinnen und der Generalsekretärin zusammen. Seine Funktion ist es, Entscheidungen zwischen den Bürositzungen zu treffen. Das Exekutivkomitee trifft sich mindestens viermal im Jahr.

## Versammlungen
- Räte: Delegierte der Mitgliedsorganisationen besprechen relevante Themen, erarbeiten Beschlüsse und Erklärungen.
- Regionale Versammlungen: Diese finden zweimal jährlich statt. Hier werden die Teilnehmerorganisationen zu elf Gebieten zusammengefasst und entsprechend repräsentiert.
- Andere: Außerplanmäßige Veranstaltungen wie Seminare oder Konferenzen finden je nach Bedarf statt und variieren von Mal zu Mal.

## Themen
- Gleichheit der Geschlechter, Verhinderung der Diskriminierung von Frauen
- Teambuilding unter den Mitgliedern als Grundlage für effizientes Arbeiten und Erreichen der Ziele
- Menschenrechte und Schaffung von Frieden[8]
- Weitere Themenschwerpunkte beinhalten: Selbstbestimmung, Demokratie, Entwicklungsarbeit, Wirtschaft, EU-Erweiterung, Gesundheit, Sicherheit, Mutterschaft, Migration, Quotenregelung, Terrorismus, Frauenhandel[9]

## Mitgliedsorganisationen
In der Sozialistischen Internationale sind Organisationen aus Ländern rund um den Globus Mitglied.

## Partnerorganisationen
- Internationale Bewegung der Roten Falken
- Internationale Union der Sozialistischen Jugend
- Sozialistische Internationale
- Internationale Liga Religiöser Sozialisten
- Internationale Sozialdemokratische Union für Bildung
- Sozialdemokratische Partei Europas
- Fraktion der Progressiven Allianz der Sozialdemokraten im Europäischen Parlament[11]